# Premio Blumenthal
El premio Blumenthal es un premio otorgado durante los años 1919 a 1954 por la federación francoestadounidense Florence Blumenthal, una organización filantrópica fundada por Florence Meyer Blumenthal (1875 - 1930), para pintores, escultores, diseñadores, grabadores, escritores y músicos.

## Ganadores
Lista parcial , por año del premio:

1921 Georges Migot (1891-1976), compositor, pintor, y escultor 

1921 René Buthaud, pintor, grabador, ceramista Ver: René Buthaud en la Wikipedia en francés

1922 Maurice Genevoix, escritor

1922 Roger Désormière, director de música

1923 Paul Charlemagne (1892- ), pintor 

1923 Jean Adnet (1900–1995), pintor 

1924 Marcel (Antoine) Gimond (1894-1961)  

1926 Paul Belmondo, escultor 

1926 Maurice Darmon (1943-?), escritor ver:Maurice Darmon en la Wikipedia en francés

1926 Pierre Traverse (1892-1979), escultor 

1926 Paule Marrot, diseñador textil 

1926 Robert Siohan compositor y director de música ver: Robert Siohan en la Wikipedia en francés

1926 Robert Louis Antral, grabador , litógrafo

1928 Robert Cami (1899-1975), grabador 

1928 Manuel Rosenthal, compositor  y director francés

1929 Jacques Denier, pintor ver: Jacques Denier en la Wikipedia en francés

1930 Robert Couturier (nacido en 1905), escultor 

1930 André Jacquemin, pintor 

1930 Paul Pouchol (1904–1963), ceramista

1932 Maurice Brianchon (1899-1979),pintor

1932 Eugène Dabit, escritor

1932 Suzanne Tourte, grabador, pintor ver : Suzanne Tourte en la Wikipedia en francés

1934 Madeleine Lamberet, pintora y anarquista.

1934 Jean Oberlé, pintor

1934 Christian Caillard (1899- ), pintor de frescos

1934 Pierre-Octave Ferroud (1900-1936), compositor

1934 Henri Mahé (1907-1975), pintor decorativo

1935 André Leon Arbus (1903-1969), diseñador de interiores

1936 Germaine Richier, escultora 

1938 Pierre Capdevielle, director de música

1938 Jean-René Bazaine (1904- ), pintor

1941 Jean Follain, escritor  y poeta 

1946 Jean Carton (1912-1988), pintor, escultor 

1946 Guy Montis (1918-1976), pintor

1946 Boris Taslitsky pintor ver: Boris Taslitsky en la Wikipedia en francés

1947 Jean Delpech, pintor ver : Jean Delpech en la Wikipedia en francés

1950 Bernard Cathelin, pintor

1952 André Brasilier, (1929-) pintor

1954 Maurice Legendre

1954 Gérard Blanchard, grabador
Sin precisar año:

Paul Coupille, pintor ver: Paul Coupille en la Wikipedia en francés

Ida Gotkovsky, Pianista y compositor francés Ver: Ida Gotkovsky en la Wikipedia en francés

Marcel Aymé

André Chamson

Maurice Genevoix

Louis Neillot

Jacques Rivière